# Leeds North West
Circonscription parlementaire de la Chambre des communes
La circonscription de Leeds North West est une circonscription électorale anglaise située dans le West Yorkshire, et représentée à la Chambre des communes du Parlement britannique depuis 2017 par Alex Sobel du Parti travailliste.

## Membres du Parlement
| Élection | Élection | Député             | Parti               |
| -------- | -------- | ------------------ | ------------------- |
|          | 1950     | Sir Donald Kaberry | Parti conservateur  |
|          | 1983     | Keith Hampson      | Parti conservateur  |
|          | 1997     | Harold Best        | Parti travailliste  |
|          | 2005     | Greg Mulholland    | Libéraux-démocrates |
|          | 2017     | Alex Sobel         | Parti travailliste  |

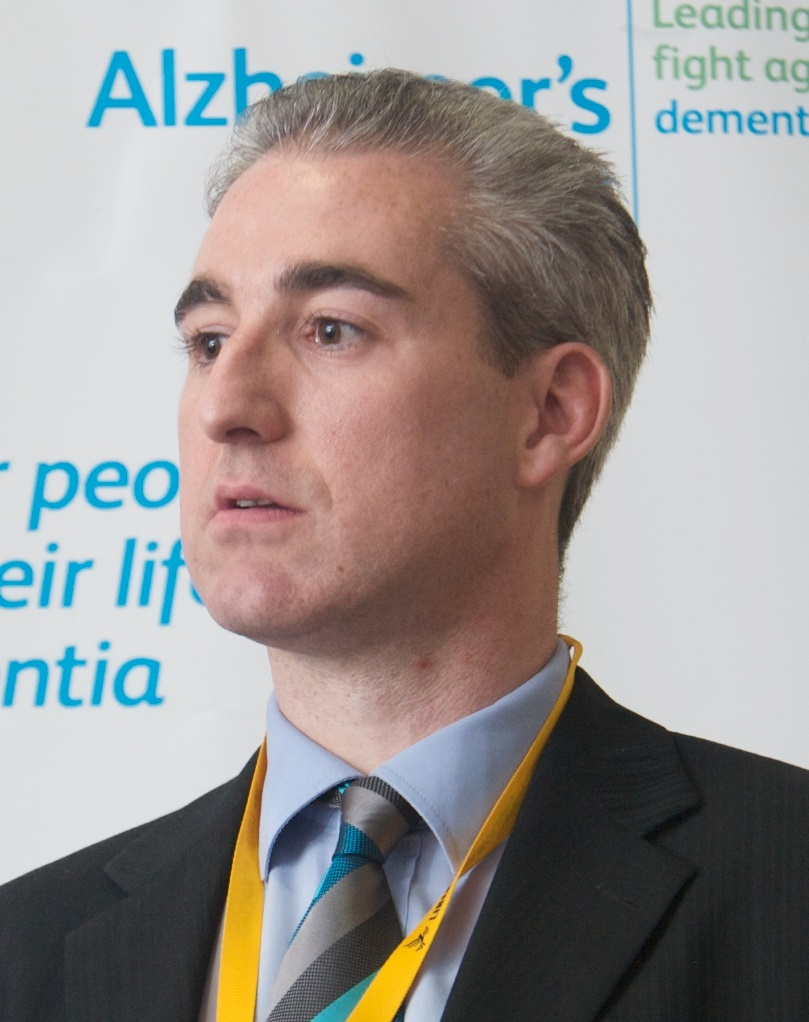
Greg Mulholland (2005-2017)
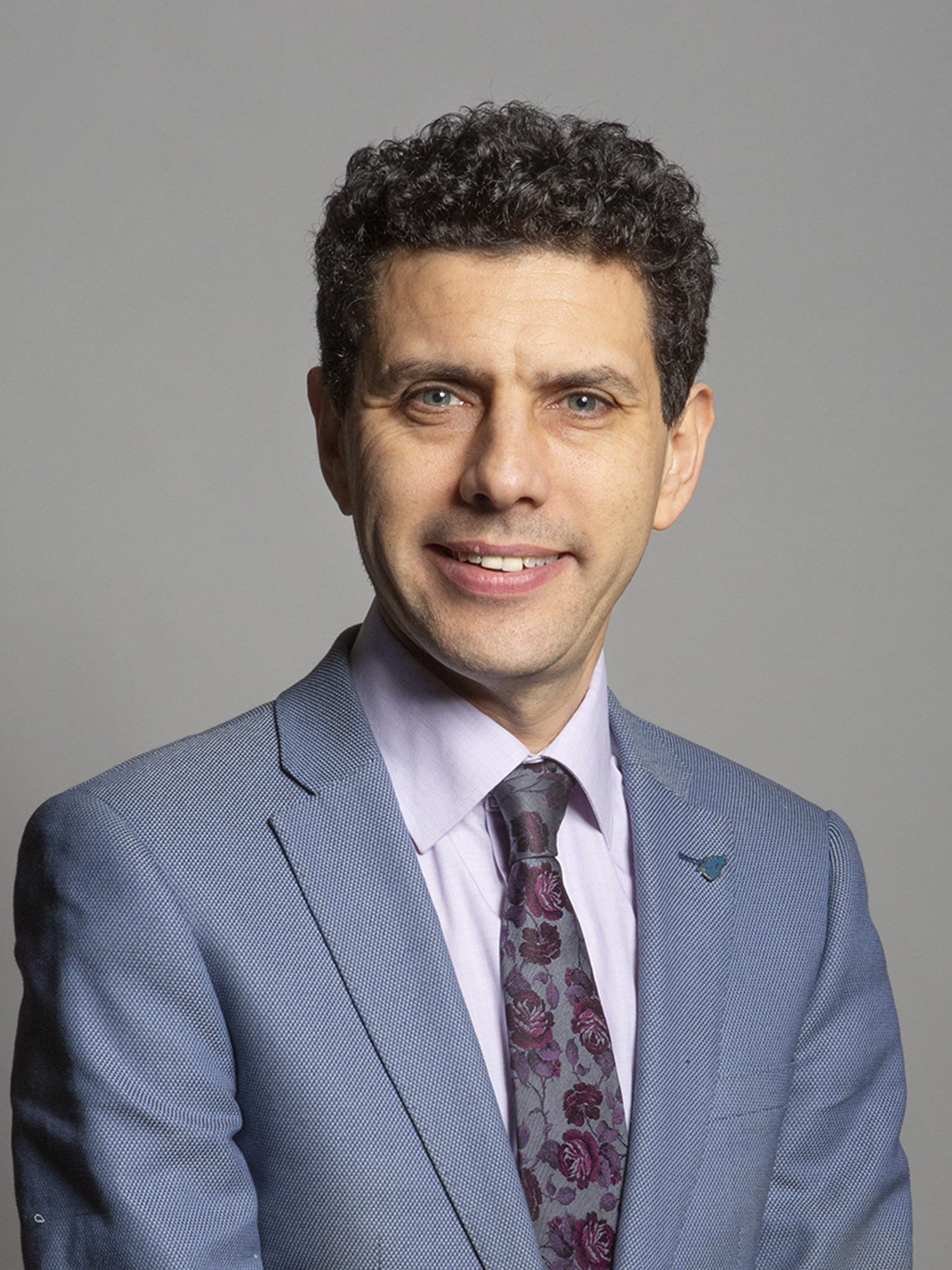
Alex Sobel (2017-en cours)